# 이진혁 (축구 선수)
이진혁(1995년 12월 20일 ~ )은 대한민국의 축구 선수이다. 포지션은 수비수이며 현재 일본의 도치기 우바 FC 소속에서 활약 하다, 현재 대구 대곡동에 위치한 온드림 축구센터의 대표감독 겸 예스구미에서 활약중이며 2021년 12월 부터 현재까지 풋살 국가대표로 활약중이다.